# 米哈尔·瓦布劳谢克
米哈尔·瓦布劳谢克（捷克語：Michal Vabroušek，1975年5月21日—），捷克男子赛艇运动员。他曾代表捷克参加世界赛艇锦标赛，获得一枚金牌、二枚银牌和一枚铜牌。他也曾参加1996年和2004年夏季奥林匹克运动会。